# HMCS Cayuga (R04)
«Кайюга» (R04) (англ. HMCS Cayuga (R04) — військовий корабель, ескадрений міноносець типу «Трайбл» Королівського військово-морського флоту Канади післявоєнних років.

## Історія
4 лютого 1948 року «Кайюга» перейшов до західного узбережжя Канади, де постійною базою корабля стала ВМБ Ескуаймолт у Британській Колумбії. У жовтні 1948 року разом з крейсером «Онтаріо», есмінцями «Атабаскан», «Кресент» і фрегатом «Антігоніш» вирушили до Перл-Гарбора. У березні 1950 року з «Онтаріо» та «Сіу» есмінець залучався до військово-морських навчань у Мексиці.
5 липня 1950 року есмінець увійшов разом з першою партією канадських бойових кораблів до угруповання союзного флоту, що діяло в Корейській війні. Загалом «Кайюга» тричі брав участь у підтримці сил ООН у війні проти північно-корейської агресії. 1952 році його перекваліфікували на ескортний міноносець. Після Корейської війни переведений у розряд навчальних кораблів і діяв на західному узбережжі Канади.